# Boris Dron
Boris Dron, nascido a 17 de março de 1988 em Virton, é um ciclista belga. Estreia em 2010 com a equipa Lotto-Bodysol e desde junho de 2017 corre com a equipa Tarteletto-Isorex.

## Palmarés
- 2011
  - 1 etapa da Volta a Liège